# Deep Inside
"Deep Inside" é uma canção de Mary J. Blige. Foi o terceiro single lançado no Reino Unido do seu quinto álbum, Mary e o segundo single do álbum nos Estados Unidos.
Como o single anterior, "All That I Can Say", foi um sucesso moderado nos EUA atingindo o número cinquenta e um na Billboard Hot 100, sete lugares mais baixo do que o anterior. No Reino Unido, foi um dos seus menos bem sucedidos e o primeiro a não ficar entre os quarenta melhores desde o primeiro lançamento de "Real Love" sete anos antes.
A canção tem a participação de Elton John, que toca elementos da sua canção "Bennie and the Jets" no piano, que "Deep Inside" sampleia. Ele não providencia vocais adicionais.

## Lista de faixas
UK CD 1
1. "Deep Inside" (rádio edit) (featuring Elton John)
2. "Deep Inside" (Hex Hector remix)
3. "Let No Man Put Asunder" (Maurice Joshua Remix)

UK CD 2
1. "Deep Inside" (álbum version) (featuring Elton John)
2. "Let No Man Put Asunder"
3. "Sincerity" (featuring Nas & DMX)

## Histórico de lançamento
| País           | Data                   |
| -------------- | ---------------------- |
| Estados Unidos | 28 de Setembro de 1999 |
| Reino Unido    | 22 de Novembro de 1999 |

## Paradas musicais
| Parada musical (1999)                | Melhor posição |
| ------------------------------------ | -------------- |
| UK Singles Chart                     | 42             |
| U.S. Billboard Hot 100               | 51             |
| U.S. Billboard Hot R&B/Hip-Hop Songs | 9              |
| Dutch Singles Chart                  | 81             |